# Мирко Марић
Мирко Марић (Тишковац Лички, 1908 — Беговац, 7. септембар 1942) био је четнички војвода и командант пука Краљ Петар Други у Динарској дивизији.

## Биографија
Војвода Мирко Марић рођен је 1908. у селу Тишковац код Срба у Лици од оца Петра и мајке Стане. Имао је четири брата (Тривуна, Момчила, Милана и Ђоку) и пет сестара (Драгу, Смиљу, Мику, Милку и Даницу). По професији је био сеоски трговац. После јунских усташких злочина, крајишки Срби започели су са стварањем првих оружаних група ради одбране голоруког српског народа. Веће борбе против усташких хорди започете су 26. јула 1941. године. Један је од вођа устанка у Крајини уз свештеника Момчила Ђујића, поручника Миће Лукића, Николу Дрчу, Јову Богуновића, мајора Бошка Рашете, рез. поручника Пајице Омчикуса, активних поручника Милана Старчевића и Стојана Матића и многих других родољуба.
До половине августа устаници су ослободили већи део Крајине. Усташка противофанзива, започета 16. августа, завршила се потпуним неуспехом. У одлучујућој бици код Кулен Вакуфа, 19. августа, усташка дивизија имала је 365 погинулих, 190 рањених и 608 заробљених, док су истовремено погинула само три четника. У овој победи против одлично опремљених усташа, Крајишници су дошли до богатог ратног плена: преко 1.000 пушака, 17 пушкомитраљеза и много остале ратне спреме. Према заробљеним усташама устаници нису били осветољубиви.
Као истакнути устанички вођа, Мирко Марић је изабран за команданта одреда из Зрмање.
Ускоро су устаници од првих борбених група и одреда формирали седам четничких пукова. Пуком „Краљ Петар Други” командовао је резервни поручник, трговац из Срба, Пајица Омчикус којег су 3. марта 1942. убили партизани. За новог команданта овог пука постављен је поручник Мирко Марић. Јула 1942. Марићев пук је имао два батаљона укупне снаге преко 500 бораца. Седиште пука било је у Србу.
Мирко Марић погинуо је несрећним случајем 7. септембра 1942. године неспретно рукујући својим аутоматом. Посмртно га је Карађорђевом звездом одликовала избегличка влада у Лондону. Сахрањен је у порти Цркве Свете Тројице у Малој Попини код Грачаца. Његов гроб је јуна 2020. године уређен и постављен је надгробни крст направљен од мермера.